# 윤관석
윤관석(尹官石, 1960년 8월 17일~)은 대한민국의 정치인이다. 제19·20·21대 국회의원이다.
1960년 서울 출생으로, 서울 보성고, 한양대학교 신문학과를 나왔다. 민선5기 초대 인천시 대변인을 지냈다.  2012년 4월 제19대 총선에서 인천 남동구 을에서 당선되었다. 이후 같은 지역구에서 2016년 4월 제20대 총선에서 재선되었다. 2020년 4월 제21대 총선에서 당선, 3선 국회의원이 되었다.
2024년 10월 31일 전당대회 돈봉투 사건으로 인하여 징역 2년이 선고되었다.

## 학력
- 서울신길국민학교 졸업
- 강남중학교 졸업
- 보성고등학교 졸업
- 한양대학교 사회과학대학 신문방송학 학사

## 경력
- 학교운영위원회 인천시민연합회 자문위원
- 민주개혁 인천시민연대 초대 사무처장
- 실업극복국민운동 인천본부 초대 사무처장
- 2000.: 낙천 낙선 총선 인천시민연대 사무처장
- 새천년민주당 중앙당 부대변인
- 2004.: 제17대 국회의원 선거 인천 남동구 갑 열린우리당 국회의원 예비후보
- 2004.~2005.: 열린우리당 인천광역시당 초대 사무처장
- 2007. 11.~2007. 12.: 제17대 대통령 선거 대통합민주신당 정동영 대통령 후보 중앙선거대책위 조직본부 실장
- 2008. 3.~2008. 4.: 제18대 국회의원 선거 통합민주당 인천광역시당 선거대책위원회 대변인
- 2010. 8.~2011. 10. 인천광역시청 대변인(송영길 인천광역시장 초대 대변인)
- 한양대학교 인천 총동문회 부회장
- (사)실업극복국운동 인천본부 이사
- (사)민주화운동계승사업회 인천본부 이사
- 인천광역시 문화복지자문위원
- 2011 ~2013.: 민주통합당 인천광역시당 홍보전략위원장
- 2011. 12.~2012. 2.: 제19대 국회의원 선거 인천 남구 갑 민주통합당 국회의원 예비후보
- 2012. 5.~2023. 5.: 민주통합당→민주당→새정치민주연합→더불어민주당 인천광역시당 남동구 을 지역위원회 위원장
- 2012. 4. 11. 대한민국 제19대 국회의원 선거 당선(인천 남동구 을, 민주통합당, 초선)[2]
- 2012. 5.~2012. 9. 민주통합당 원내부대표
- 2012. 9.~2013. 5. 민주통합당 원내대변인
- 2012. 11.~2012. 12. 제18대 대통령 선거 민주통합당 문재인 대통령 후보 담쟁이캠프 대변인
- 2013. 5.~2014. 8. 민주당→새정치민주연합 정책위원회 부의장
- 2014. 8.~2015. 2. 새정치민주연합 비상대책위원회 수석사무부총장
- 2015. 8.~2015. 12. 새정치민주연합 제5정책조정위원회 위원장
- 2015. 12.~2016. 5. 더불어민주당 제5정책조정위원회 위원장
- 2016. 2.~2016. 8. 더불어민주당 인천광역시당 을지로위원회 위원장
- 2016. 4. 13. 대한민국 제20대 국회의원 선거 당선(인천 남동구 을, 더불어민주당, 재선)[3][4]
- 2016. 8.~2017. 5. 더불어민주당 수석대변인
- 2017. 4.~2017. 5. 제19대 대통령 선거 더불어민주당 문재인 대통령 후보 선거대책위원회 공보단장
- 2017. 5.~2017. 12. 더불어민주당 민생상황실 실장
- 2017. 12.~2018. 2. 더불어민주당 원내부대표(정치개혁)
- 2018. 2.~2020. 8. 더불어민주당 인천광역시당 위원장
- 2018. 2.~2018. 8. 더불어민주당 최고위원
- 2019. 5.~2020. 8. 더불어민주당 정책위원회 수석부의장
- 2019. 11.~2020. 4. 제21대 국회의원 선거 더불어민주당 총선기획단 미래기획분과장
- 2020. 4. 15. 대한민국 제21대 국회의원 선거 당선(인천 남동구 을, 더불어민주당, 3선)[5][6]
- 2021. 5.~2021. 11. 더불어민주당 사무총장
- 2021. 5.~2021. 11. 민주연구원 이사회 이사(당연직)

### 제19대 국회
- 2012년 5월 30일~2016년 5월 29일: 제19대 국회의원(인천 남동구 을, 민주통합당→민주당→새정치민주연합→더불어민주당, 초선)
  - 2012. 7.~2013. 3. 제19대 국회 전반기 문화체육관광방송통신위원회 위원
  - 2012. 7.~2013. 5. 제19대 국회 전반기 운영위원회 위원
  - 2013. 3.~2016. 5. 제19대 국회 전·후반기 교육문화체육관광위원회 위원
  - 2013. 8.~2014. 5. 제19대 국회 전반기 예산결산특별위원회 위원

### 제20대 국회
- 2016년 5월 30일~2020년 5월 29일: 제20대 국회의원(인천 남동구 을, 더불어민주당, 재선)
  - 2016. 6.~2018. 5. 제20대 국회 전반기 국토교통위원회 위원
  - 2016. 7.~2017. 7. 제20대 국회 민생경제특별위원회 위원
  - 2017. 7.~2017. 12. 제20대 국회 정치개혁특별위원회 간사
  - 2018. 1.~2018. 6. 제20대 국회 헌법개정 및 정치개혁특별위원회 위원
  - 2018. 7.~2020. 5. 제20대 국회 후반기 국토교통위원회 간사
  - 2018. 12.~2020. 5. 제20대 국회 공공부문 채용비리 의혹과 관련된 국정조사특별위원회 위원

### 제21대 국회
- 2020년 5월 30일~2024년 5월 29일: 제21대 국회의원(인천 남동구 을, 더불어민주당, 3선)
  - 2020. 6.~2021. 8. 제21대 국회 전반기 정무위원회 위원장
  - 2021. 9.~2022. 5. 제21대 국회 전반기 정무위원회 위원
  - 2022. 7.~2023. 6. 제21대 국회 후반기 산업통상자원중소벤처기업위원회 위원장
  - 2023. 6.~2024. 5. 제21대 국회 후반기 산업통상자원중소벤처기업위원회 위원

## 역대 선거 결과
|  | 43.90% |

|  | 55.49% |

|  | 54.58% |

## 소속 정당
| 소속 정당 | 소속 정당      | 소속 기간 | 비고      |
| --------- | -------------- | --------- | --------- |
|           | 새천년민주당   | 2000~2003 | 정계 입문 |
|           | 무소속         | 2003      | 탈당      |
|           | 열린우리당     | 2003~2007 | 창당      |
|           | 대통합민주신당 | 2007~2008 | 합당      |
|           | 통합민주당     | 2008      | 합당      |
|           | 민주당         | 2008~2011 | 당명 변경 |
|           | 민주통합당     | 2011~2013 | 합당      |
|           | 민주당         | 2013~2014 | 당명 변경 |
|           | 새정치민주연합 | 2014~2015 | 합당      |
|           | 더불어민주당   | 2015~2023 | 당명 변경 |
|           | 무소속         | 2023~현재 | 탈당      |

## 가족 관계
- 어머니: 한정진(~2021년 11월 30일)
- 배우자: 장지선
- 형제동생: 윤순애, 윤선영

## 같이 보기
- 인천 남동구의 국회의원
- 남동구 을